# Lorentzweiler
Lorentzweiler (en luxembourgeois : Luerenzweiler ) est une localité luxembourgeoise et une commune dont elle est le chef-lieu situées dans le canton de Mersch.

## Géographie

### Sections de la commune
- Blaschette
- Bofferdange
- Helmdange
- Hunsdorf
- Lorentzweiler (siège)

## Population et société

### Démographie
L'évolution du nombre d'habitants est connue à travers les recensements de la population effectués dans le pays depuis 1821. Les recensements décennaux de la population permettent de caler les chiffres sur la composition de la population par sexe, âge, nationalité et commune de résidence. Entre deux recensements, la population au 1er janvier de l’année {\displaystyle x} est évaluée en ajoutant à la population au 1er janvier de l’année {\displaystyle x-1} les soldes naturel (naissances {\displaystyle -} décès) et migratoire (arrivées {\displaystyle -} départs) de l'année. La même méthode est appliquée pour la répartition par âge au 1er janvier et les effectifs totaux par nationalité. Depuis le 1er septembre 2023, le Luxembourg dénombre 100 communes.
Au 1er janvier 2024, la commune comptait 4 658 habitants.
| 1821  | 1851  | 1871  | 1880  | 1890  | 1900  | 1910  | 1922  | 1930  |
| ----- | ----- | ----- | ----- | ----- | ----- | ----- | ----- | ----- |
| 1 133 | 1 512 | 1 453 | 1 421 | 1 267 | 1 186 | 1 248 | 1 325 | 1 460 |

| 1935  | 1947  | 1960  | 1970  | 1978  | 1979  | 1981  | 1983  | 1984  |
| ----- | ----- | ----- | ----- | ----- | ----- | ----- | ----- | ----- |
| 1 450 | 1 432 | 1 462 | 1 788 | 2 253 | 2 314 | 2 448 | 2 550 | 2 560 |

| 1985  | 1986  | 1987  | 1988  | 1989  | 1990  | 1991  | 1992  | 1993  |
| ----- | ----- | ----- | ----- | ----- | ----- | ----- | ----- | ----- |
| 2 620 | 2 630 | 2 670 | 2 721 | 2 784 | 2 764 | 2 773 | 2 803 | 2 841 |

| 1994  | 1995  | 1996  | 1997  | 1998  | 1999  | 2000  | 2001  | 2002  |
| ----- | ----- | ----- | ----- | ----- | ----- | ----- | ----- | ----- |
| 2 896 | 2 869 | 2 882 | 2 882 | 2 838 | 2 859 | 2 912 | 2 973 | 2 960 |

| 2003  | 2004  | 2005  | 2006  | 2007  | 2008  | 2009  | 2010  | 2011  |
| ----- | ----- | ----- | ----- | ----- | ----- | ----- | ----- | ----- |
| 2 937 | 2 985 | 3 031 | 3 076 | 3 112 | 3 127 | 3 182 | 3 261 | 3 531 |

| 2012  | 2013  | 2014  | 2015  | 2016  | 2017  | 2018  | 2019  | 2020  |
| ----- | ----- | ----- | ----- | ----- | ----- | ----- | ----- | ----- |
| 3 555 | 3 586 | 3 673 | 3 723 | 3 798 | 3 896 | 3 986 | 4 083 | 4 246 |

| 2021  | 2022  | 2023  | 2024  | - | - | - | - | - |
| ----- | ----- | ----- | ----- | - | - | - | - | - |
| 4 348 | 4 441 | 4 521 | 4 658 | - | - | - | - | - |

Pour des raisons techniques, il est temporairement impossible d'afficher le graphique qui aurait dû être présenté ici.

## Voies de communication et transports
La Gare de Lorentzweiler, ouverte en 1862, est établi sur la ligne 1 de Luxembourg à Troisvierges-frontière. Elle est uniquement desservie par des trains Regionalbunn (RB) de la Société nationale des chemins de fer luxembourgeois (CFL).

## Personnalités
- Théodore Pescatore, homme politique luxembourgeois, y est né le 6 février 1802.